# Müglitztal
Müglitztal è un comune di 2.110 abitanti della Sassonia, in Germania.
Appartiene al circondario della Svizzera Sassone-Monti Metalliferi Orientali (targa PIR) ed è parte della comunità amministrativa (Verwaltungsgemeinschaft) di Dohna-Müglitztal.
Nel villaggio di Weesenstein sorge il castello di Weesenstein (Schloss Weesenstein).